# NGC 6735
NGC 6735 est un groupe d'étoiles situé dans la constellation de l'Aigle,. L'astronome britannique John Herschel a enregistré la position de ce groupe le 18 juin 1886
Les bases de données NASA/IPAC, Simbad et HyperLeda indiquent qu'il s'agit d'un amas ouvert. NGC 6735 est aussi mentionné comme un amas ouvert dans un article publié en 2011. Selon cette publication, son âge serait de 500 millions d'années . NGC 6735 est absent du site WEBDA consacré aux amas ouverts. 